# JCB (기업)
주식회사 JCB(JCB Co., Ltd., 株式会社ジェーシービー)는 도쿄도에 본사를 둔 일본 굴지의 신용카드사로 동아시아 글로벌 카드 브랜드 JCB를 관리하고 있는 여신 금융 서비스 업체로, 1961년에 설립되었다.

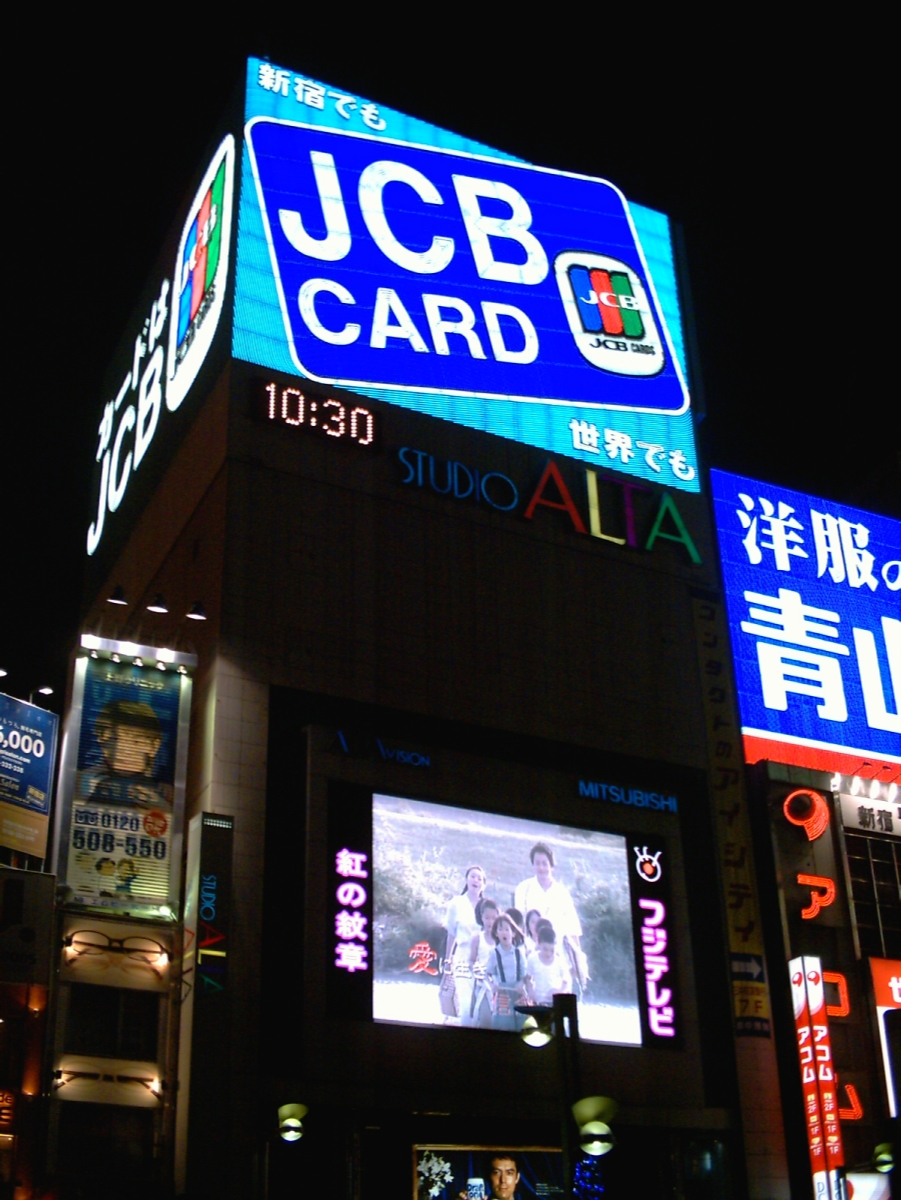

은련카드처럼 국제 결제 수수료가 없다는 특징이 있으나, KB국민카드의 자사 브랜드인 JCB K-World의 경우, 국내 전용 연회비 그대로, 해외 결제 수수료 1%가 부과되어, 해외 이용 및 해외 특화 서비스를 받을 수 있지만, NH농협카드의 자사 채움 브랜드인 JCB W의 경우, 국내에선, NH농협카드 가맹점 및 ATM에서 편리하게 사용이 가능하며, 해외에선, JCB가 보유한 네트워크를 이용하여 전 세계 190여 개국 3,100만 가맹점과 ATM에서 카드 이용이 가능하므로, 해외 결제 수수료가 1% 부과된다. 이는 비자나 마스타, 아메리칸 엑스프레스와 마찬가지로, 국내 결제분에 대해서도 로열티를 부과하는 것을 국내 사용분에 대해서 로열티를 받지 않는다는 뜻(고로 국내전용과 비슷한 신용카드 연회비)이지, 국제 결제 수수료는 그대로 부과한다는 것이다. 마스터카드의 해외 ATM 시스템인 시러스를 공유한다.
대한민국에서는 JCB가 국내 업체인 KB국민카드를 비롯한 NH농협카드, 하나카드, 신한카드 등 총 6개사의 신용카드 상품으로만 단독으로 독점 발급하고 있다.

## 취급 기관
- JCB
  - KB국민카드
  - NH농협카드(자사 브랜드 '채움' 한정)
  - 하나카드
  - 신한카드
  - 비씨카드(농협 BC 브랜드 및 부산은행 한정)
  - 롯데카드
- K-World
  - KB국민카드
- W
  - NH농협카드(자사 브랜드 '채움' 한정)
- One Way
  - 하나카드
- URS
  - 신한카드